# Fonti di Poiano
Le Fonti di Poiano sono sorgenti carsiche situate in località Poiano (Villa Minozzo) in provincia di Reggio Emilia. Sono affluenti di destra del fiume Secchia, situate nell'area dei Gessi Triassici.

## Descrizione
Le fonti di Poiano con una portata di 600 lt/sec, abbastanza costante nel corso dell'anno, sono la maggiore risorgente carsica dell'Emilia-Romagna.
Da queste sorgenti sgorga un'acqua caratterizzata da un'elevata concentrazione di cloruro di sodio, circa 5 gr/litro, e di solfato di calcio , circa 2.5 gr/litro, che si originano dallo scioglimento di depositi di sale nelle profondità dell'ammasso dei Gessi Triassici.